# Saúde nos Estados Unidos

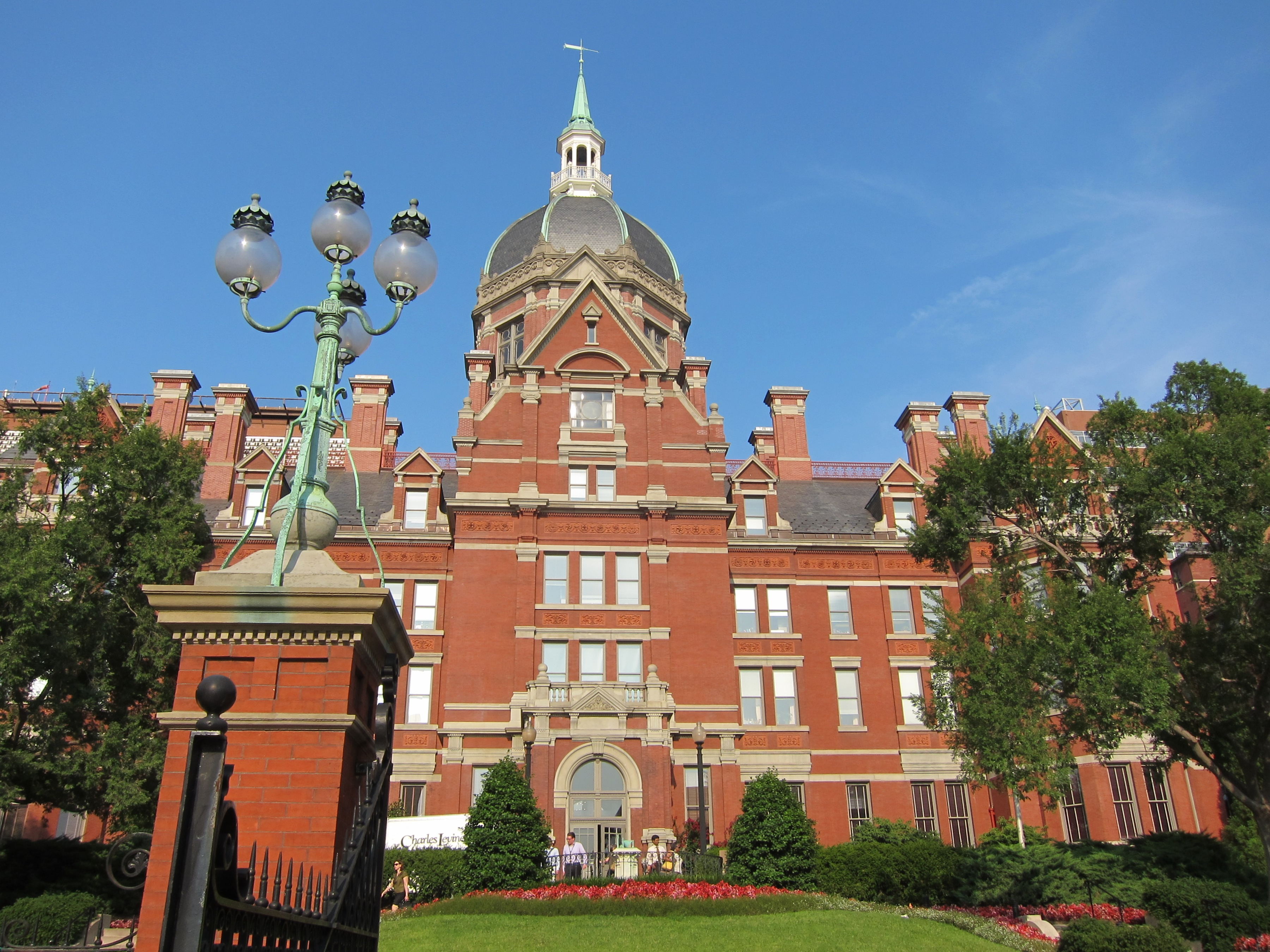
Johns Hopkins Hospital, em Baltimore, considerado um dos melhores do país.

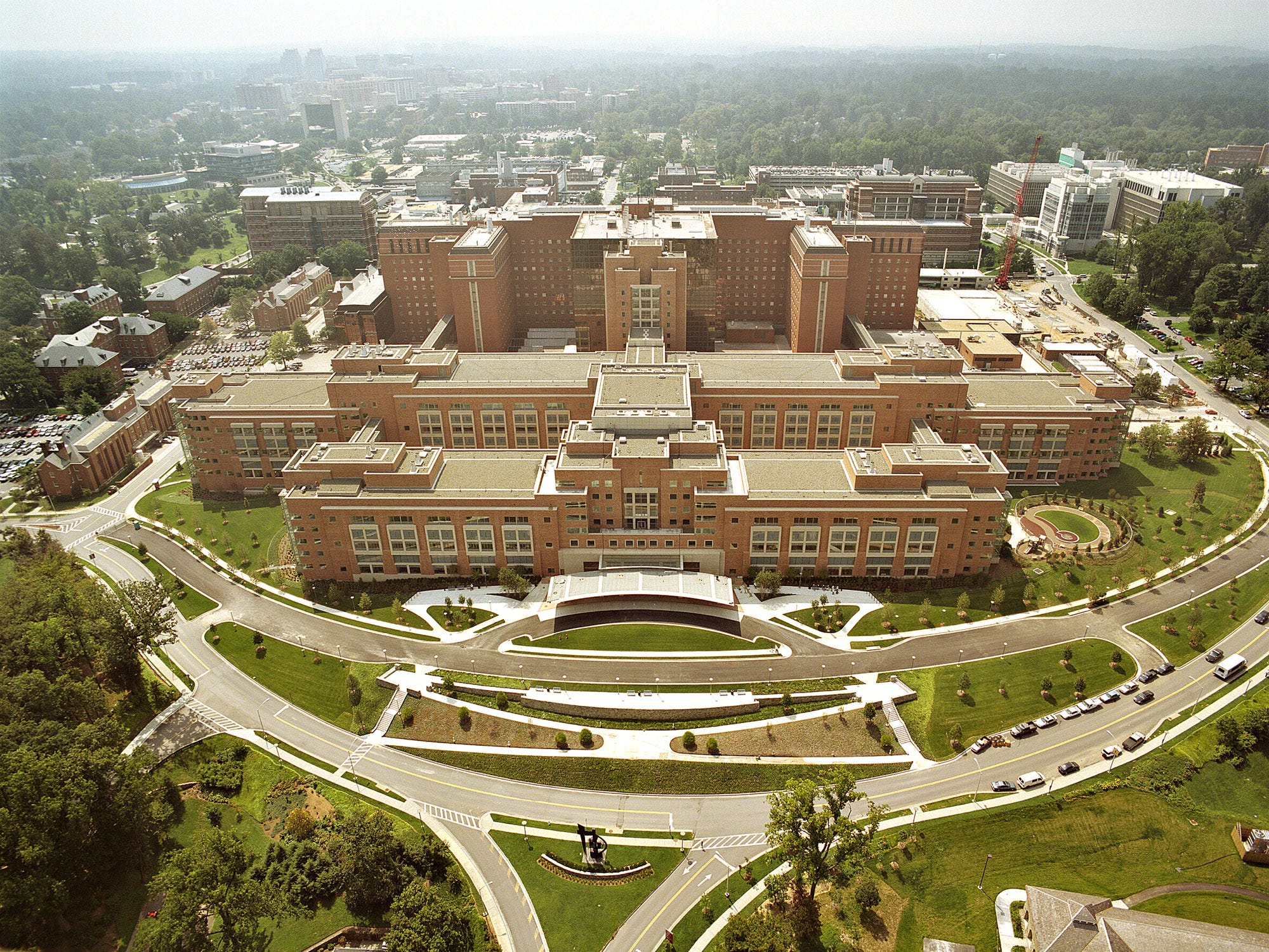
Centro de Pesquisa Clínica dos Institutos Nacionais da Saúde, em Bethesda, Maryland.

A expectativa de vida dos Estados Unidos é de 77,8 anos ao nascer, um ano menor do que o valor global da Europa Ocidental, e de três a quatro anos menor do que as taxas da Noruega, Suíça e Canadá. Ao longo das últimas duas décadas, a classificação do país em expectativa de vida caiu de 11ª posição para a 42ª no mundo. A taxa de mortalidade infantil é de 6,37 por mil, colocando o país também na 42ª posição entre 221 países, atrás de toda a Europa Ocidental. Aproximadamente um terço da população adulta do país é obesa e um terço adicional tem excesso de peso; a taxa de obesidade, a mais alta do mundo industrializado, mais do que duplicou no último quarto de século. A obesidade relacionada com o diabetes tipo 2 é considerada uma epidemia pelos profissionais de saúde.
A taxa de gravidez na adolescência no país é de 53 por 1.000 mulheres, seis vezes superior à da França e quatro vezes superior à da Alemanha. A legalização do aborto é altamente controversa. Muitos estados proíbem o financiamento público do processo e restringem o aborto, exigem a notificação parental para os menores de idade e o mandato de um período de espera. Apesar de a taxa de aborto estar caindo, a taxa de aborto de 241 por 1.000 nascidos vivos e taxa de abortamento de 15 por mil mulheres com idade entre 15-44 anos permanecem superiores aos da maioria das nações ocidentais.

Cobertura de saude nos EUA (dados de 2017, por milhões de habitantes):
Seguro de saúde privado por empregador
Seguro de saúde privado
Medicaid
Medicare
Military health Care, Tricare, Veterans Health Administration
Sem qualquer seguro de saúde

O sistema de saúde americano gasta muito mais que qualquer sistema de saúde de outra nação, seja em gastos per capita ou em percentagem do PIB. A Organização Mundial de Saúde classificou o sistema de saúde americano, em 2000, como o primeiro em capacidade de resposta, mas o 37º em desempenho global. Os Estados Unidos são um líder em inovação médica. Em 2004, o setor não industrial gastou três vezes mais per capita do que a Europa em pesquisa biomédica.
Os Estados Unidos são sede dos melhores hospitais do mundo. Grande parte das instalações médicas são de propriedade privada que contam com alguns subsídios do governo local. Apesar de serem associações sem fins lucrativos, muitos dos hospitais mais importantes estão afiliados a grandes corporações ou faculdades de medicina, que têm feito o possível para albergarem 70% de todos os pacientes médicos do país. O Hospital Johns Hopkins, a Mayo Clinic e o Massachusetts General Hospital se encontram entre os melhores hospitais do país e do mundo.
No entanto,ao contrário de todos os outros países desenvolvidos, os Estados Unidos são o único país do mundo ocidental que não tem um sistema de saúde pública universal e estima-se que cerca de 125 cidadãos norte-americanos morram todos os dias por não poderem pagar um plano de saúde, além de seus indicadores de saúde serem considerados os piores entre os países mais industrializados. Em 2004, os seguros privados de saúde pagaram por 36% dos gastos pessoais de saúde, os pagamentos privados corriqueiros por 15%, e os pagamentos federais, estaduais e de governos locais por 44%. Em 2005, 46,6 milhões de americanos, ou 15,9% da população, eram não segurados, 5,4 milhões a mais que em 2001. A principal causa deste aumento é a queda no número de americanos com seguro de saúde patrocinado por empregadores. A questão de americanos não segurados é uma importante questão política. Um estudo de 2009 estimou que a falta de seguro está associada com cerca de 45.000 mortes por ano. Em 2006, Massachusetts se tornou o primeiro estado do país a ter um mandato de seguro de saúde universal. Uma legislação federal aprovada no início de 2010 (o chamado Patient Protection and Affordable Care Act), que entrou em vigor em 2014, determinou a criação de  um sistema de seguro de saúde quase universal no país.